# Блищиводы
Блищиводы (укр. Блищиводи) — село в Жолковской городской общине Львовского района Львовской области Украины.
Население по переписи 2001 года составляло 309 человек. Занимает площадь 8,69 км². Почтовый индекс — 80360. Телефонный код — 3252.